# Ai-jen Poo
Ai-jen Poo est une syndicaliste et activiste sociale américaine. Elle est directrice de l'Alliance Nationale des Travailleuses Domestiques.

## Biographie

### Carrière
Elle est la directrice exécutive de l’Alliance nationale des travailleurs domestiques (NDWA (en)).